# Francesco Rocca
Francesco Rocca (n. 1 septembrie 1965, Roma, Italia) este un politician italian.